# Landtagswahl in Salzburg 2013
- SPÖ: 9
- GRÜNE: 7
- ÖVP: 11
- TS: 3
- FPÖ: 6

Die Landtagswahl in Salzburg 2013 war eine aufgrund des Salzburger Spekulationsskandals vorgezogene Wahl, die am 5. Mai 2013 stattfand.

## Voraussetzungen

### Ausgangslage
Bei der Landtagswahl in Salzburg 2009 war die SPÖ unter Landeshauptfrau Gabi Burgstaller trotz deutlichen Stimmverlusten von 6,0 % mit einem Stimmenanteil von 39,4 % stärkste Partei geworden. Sie konnte damit den 2004 erstmals eroberten ersten Platz verteidigen und stellte in der Folge 15 der 36 Landtagsabgeordneten (minus zwei Mandate). Auch die ÖVP verlor 1,4 %, ihr gelang es jedoch, mit 36,5 % ihre bisherigen Mandate zu halten. Die FPÖ ging 2009 als Wahlsieger aus der Wahlauseinandersetzung hervor. Sie gewann 4,3 % hinzu und erzielte mit 13,0 % fünf Mandate (plus zwei Mandate). Die Grünen stagnierten mit 7,4 % bei ihrem bisherigen Mandatsstand von zwei Mandaten, das BZÖ verfehlte mit 3,7 % den Einzug in den Landtag.
Nach der Landtagswahl setzte die SPÖ ihre Koalition mit der ÖVP fort. Nachdem im Dezember 2012 spekulative Finanzveranlagungen durch das Land (Salzburger Spekulationsskandal) bekannt geworden waren, musste Finanzlandesrat und Zweiter Landeshauptmann-Stellvertreter David Brenner (SPÖ) per 23. Jänner 2013 zurücktreten. Am selben Tag beschloss der zuständige Ausschuss des Landtages die Auflösung des Landtages, wobei sich die vier Landtagsfraktionen auf den 5. Mai 2013 als Wahltag einigten. Der Antrag auf Neuwahlen war von der ÖVP gegen den Willen von Landeshauptfrau Burgstaller eingebracht worden. In der Folge konstituierte sich am 30. Jänner ein Untersuchungsausschuss mit dem Ziel, die Vorgänge um die Spekulationsgeschäfte zu durchleuchten. Bei der Wahl der Ausschussvorsitzenden unterstützte die ÖVP die grüne Abgeordnete Astrid Rössler, die SPÖ den FPÖ-Kandidaten Friedrich Wiedermann. Da keines der beiden Lager eine Stimmenmehrheit bei dieser Wahl hatte, übernahm Rössler nach Losentscheid die Funktion der Ausschussvorsitzenden. Sie konnte sich in der Folge einen Namen als Aufdeckerin machen.

### Zeitlicher Ablauf
Die Kundmachung über die Ausschreibung der Wahl des Salzburger Landtages erfolgte am 14. Februar 2013 im Landesgesetzblatt. Als Stichtag wurde der 21. Februar festgelegt. In der Folge wurden zwischen dem 25. März und dem 29. März 2013 die Wählerverzeichnisse in allgemein zugänglichen Amtsräumen aufgelegt, wobei die Wählerverzeichnisse innerhalb der Einsichtfrist beeinsprucht werden konnten. Die Bezirkswahlvorschläge mussten von den Parteien bis zum 27. März (13:00 Uhr) bei der Landeswahlbehörde eingereicht werden, am 8. April erfolgte deren Veröffentlichung. Für die Einbringung der Landeswahlvorschläge blieb den Parteien bis zum 30. April (13:00 Uhr) Zeit. Nachdem die Wahlberechtigten bis zum 2. Mai einen Antrag auf Ausstellung einer Wahlkarte bei der Gemeinde einreichen konnten, wurde die Landtagswahl am 5. Mai 2013 durchgeführt. Während die im Sprengel eingetroffenen Wahlkarten noch am Wahlabend mitausgezählt wurden, erfolgte die Ermittlung der Wahlkartenstimmen bei der Bezirkswahlbehörde am 8. Mai ab 14:00 Uhr.

### Wahlrecht
Die Landtagswahl 2013 wurde nach der „Salzburger Landtagswahlordnung 1998“ durchgeführt. Das aktive Wahlrecht bei der Landtagswahl 2013 besaßen all jene Personen, die spätestens am Wahltag das 16. Lebensjahr vollendet hatten, die österreichische Staatsbürgerschaft besaßen und über einen Hauptwohnsitz in Salzburg verfügten. Zudem durften die Personen vom Wahlrecht nicht ausgeschlossen sein. Ein Ausschluss vom Wahlrecht bestand, wenn ein inländisches Gericht einen Bürger vom Wahlrecht zum Nationalrat ausgeschlossen hatte. Passiv wahlberechtigt waren bei der Landtagswahl 2013 alle österreichischen Staatsbürger mit Hauptwohnsitz in Salzburg, soweit sie am Wahltag das 18. Lebensjahr vollendet hatten und nicht vom Wahlrecht ausgeschlossen waren.

### Wahlgang
Die Stimmabgabe bei der Landtagswahl erfolgte entweder im Wahllokal des Sprengels, in dessen Wählerverzeichnis der Stimmberechtigte eingetragen war, oder per Wahlkarte. Die Wahlkarte konnte in jener Gemeinde mündlich oder schriftlich beantragt werden, in der der Stimmberechtigte im Wählerverzeichnis eingetragen war. Der Antrag musste spätestens am dritten Tag vor dem Wahltag bei der Gemeinde eingelangt sein. Auslandssalzburger waren im Gegensatz zur Nationalratswahl bzw. Landtagswahl in Tirol 2013 nicht wahlberechtigt. Die ausgefolgte Wahlkarte konnte in der Folge für die Briefwahl oder für die Stimmabgabe im eigenen oder außerhalb des eigenen Wahlsprengels verwendet werden. Für die Briefwahl musste die Wahlkarte jedoch bis spätestens 5. Mai bis zu dem Zeitpunkt, zu dem das letzte Wahllokal in der Gemeinde geschlossen wurde, bei der zuständigen Gemeindewahlbehörde einlangen. Bei der Briefwahl musste der Absender auf der Wahlkarte zudem mit seiner Unterschrift eidesstattlich erklären, dass er den Stimmzettel persönlich, unbeobachtet und unbeeinflusst ausgefüllt hatte.

## Wahlwerbende Parteien (Listennamen)
Parteien brauchten zur Kandidatur in jedem der sechs Wahlbezirke entweder die Unterschriften von 100 Wahlberechtigten oder von drei Landtagsabgeordneten. SPÖ, ÖVP und FPÖ verfügten jeweils über mehr als drei Landtagsabgeordnete, die Grünen (2 Abgeordnete) wurden von einem ÖVP- und einem SPÖ-Abgeordneten unterstützt. Die Kandidaturen des Bündnisses Zukunft Österreich, welches gemeinsam mit freien Wählergemeinschaften unter dem Namen Frischer Wind für Salzburg antreten wollte, sowie der Christlichen Partei Österreichs und NEOS – Das Neue Österreich und Liberales Forum kamen nicht zustande.

### Sozialdemokratische Partei Österreichs – Landeshauptfrau Gabi Burgstaller (SPÖ)

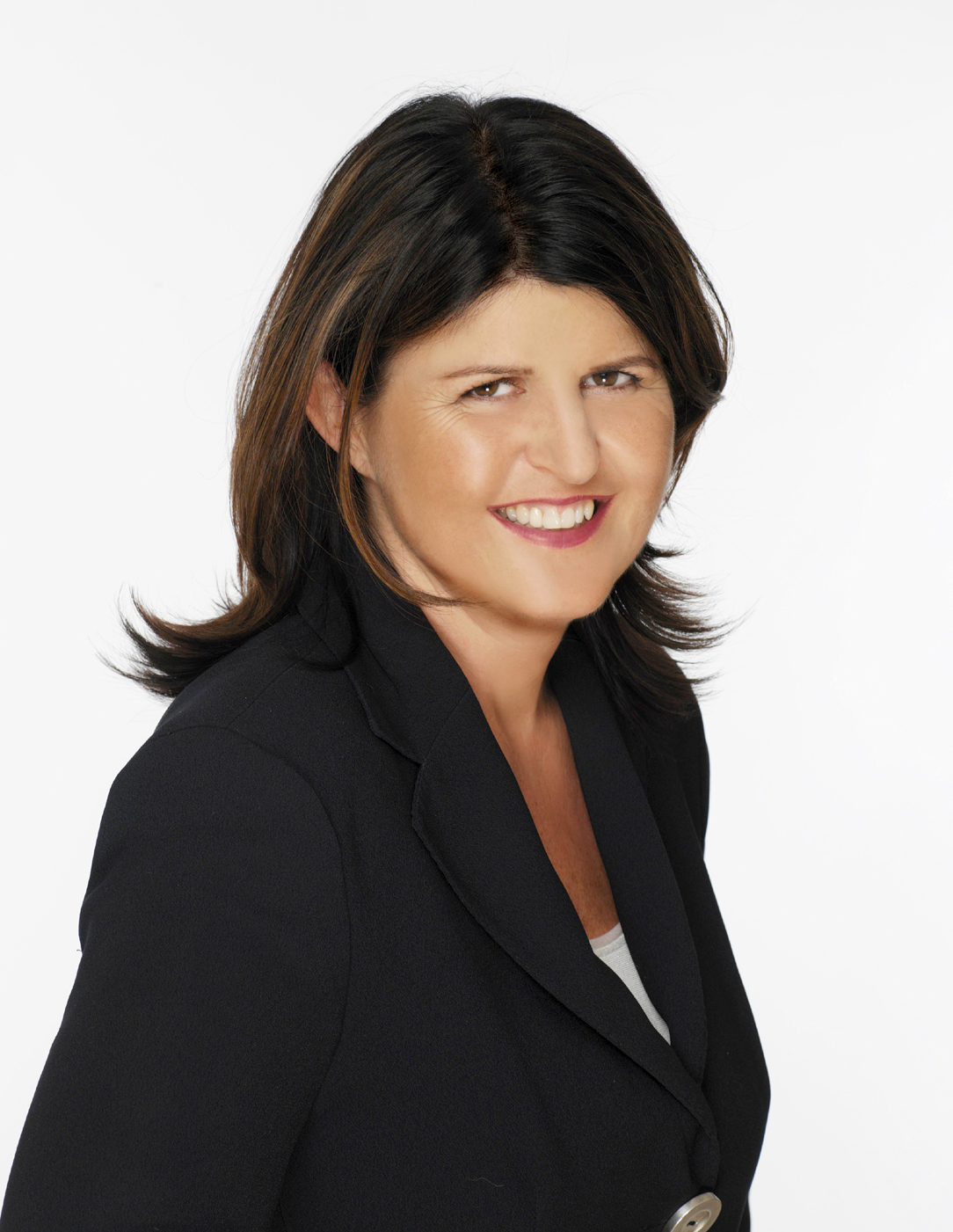
Gabi Burgstaller

Die Sozialdemokratische Partei Österreichs (SPÖ) ging mit Landeshauptfrau Gabi Burgstaller in die Wahl 2013, wobei Burgstaller das Halten des ersten Platzes für die SPÖ als Wahlziel formulierte. Im Falle des Erreichens des Wahlziels kündigte Burgstaller an, eine Regierung der „konstruktiven Kräfte“ zu bilden, wobei sie keine Partei von einer allfälligen Regierungsbildung ausschloss. Im Vorfeld der Wahl kündigte Burgstaller an, beim Verfehlen des Wahlziels aus der Politik auszuscheiden, in der Auseinandersetzung mit der ÖVP betonte sie die gemeinsame Verantwortung von Sozialdemokraten und Volkspartei für den Finanzskandal und die politischen wie finanzpolitischen Folgen. In ihrem Wahlprogramm „Besser machen. Zukunft für Salzburg!“ trat die SPÖ unter anderem gegen Privatisierungen, für eine Verbesserung der Pflegebetreuung und für eine Reduzierung des Schuldenstandes ab 2017 ein. Die SPÖ trat des Weiteren für ein zweites, beitragsfreies Kindergartenjahr und den Ausbau der Ganztagsschule ein, forderte ab 2014 den Neubau von jährlich 200 zusätzlichen, günstigen Wohnungen sowie den Ausbau des öffentlichen Verkehrs.

### Salzburger Volkspartei – Dr. Wilfried Haslauer (ÖVP)

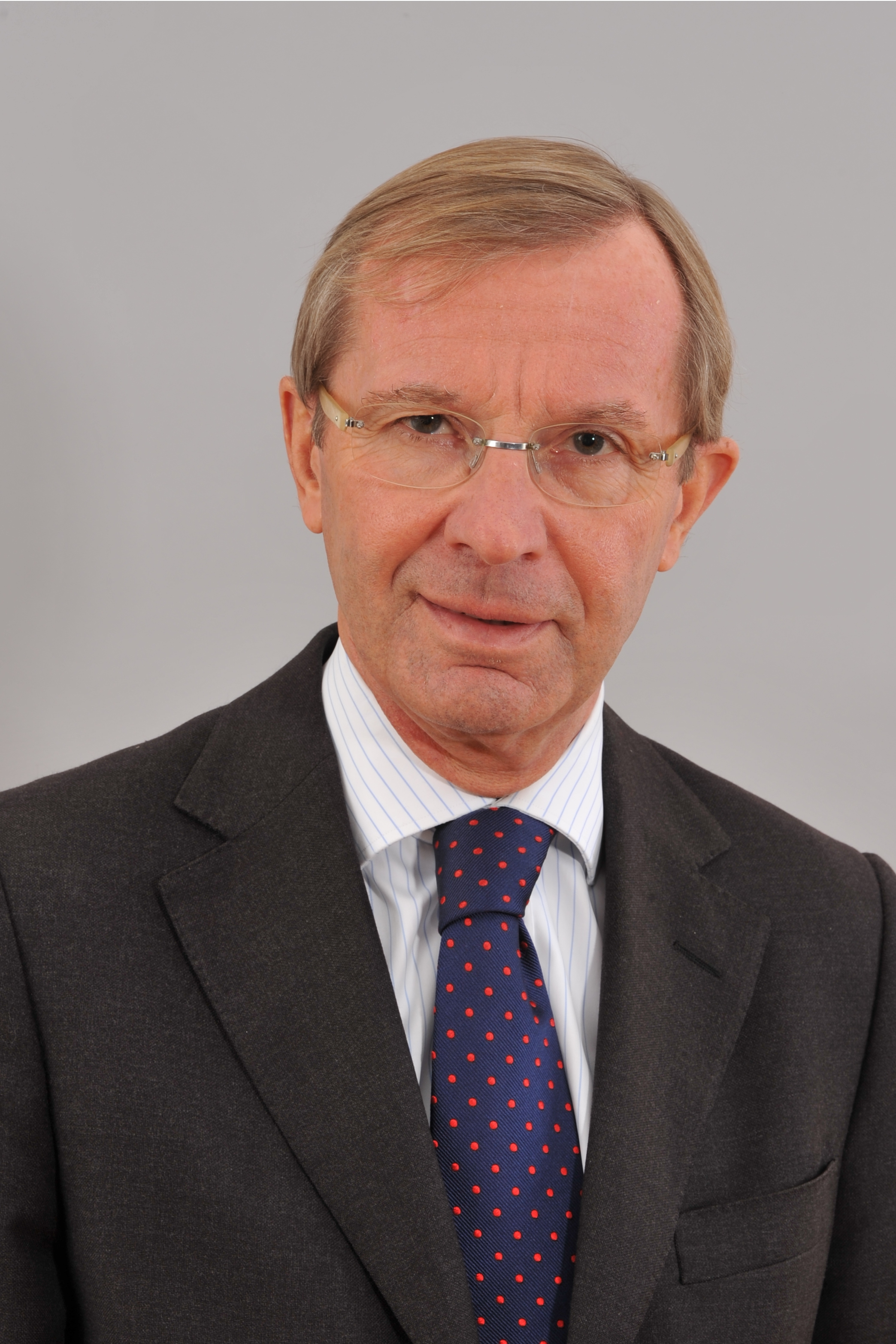
Wilfried Haslauer

Die Österreichische Volkspartei (ÖVP) schickte Landeshauptmann-Stellvertreter Wilfried Haslauer als Spitzenkandidat in den Landtagswahlkampf, der das Erreichen des ersten Platzes und die Rückeroberung des Landeshauptmann-Postens als Ziel definierte. Ebenso wie Landeshauptfrau Burgstaller kündigte Haslauer im Falle des Verfehlens seines Wahlziels seinen Rücktritt von der Politik an. Im sogenannten „Vertrag für Salzburg“ stellte die ÖVP Salzburg insgesamt 10 Forderungen in den Mittelpunkt. Wobei eines der Primärziele nach der Wahl ein ausgeglichener Haushalt bis 2016 sowie das Land Salzburg im nächsten Vierteljahrhundert schuldenfrei zu machen war. Des Weiteren forderte die ÖVP unter anderem eine Verwaltungsreform mit Verkleinerung der Landesregierung, eine Offensive für „leistbares Leben“ mit dem Schwerpunkt Wohnen und Pflege, ein „All-in-one-Jugendticket“, die unterirdische Verlängerung der Regionalbahn bis zum Mirabellplatz und den Ausbau der S-Bahn im Flachgau und im Pinzgau sowie eine Ausbildungsoffensive. Zudem trat die ÖVP für eine Erhöhung der Forschungsquote und die Erstellung eines „Masterplans Energie für Wasser, Wind und Sonne“ ein.

### Freiheitliche Partei Salzburg – Karl Schnell (FPÖ)

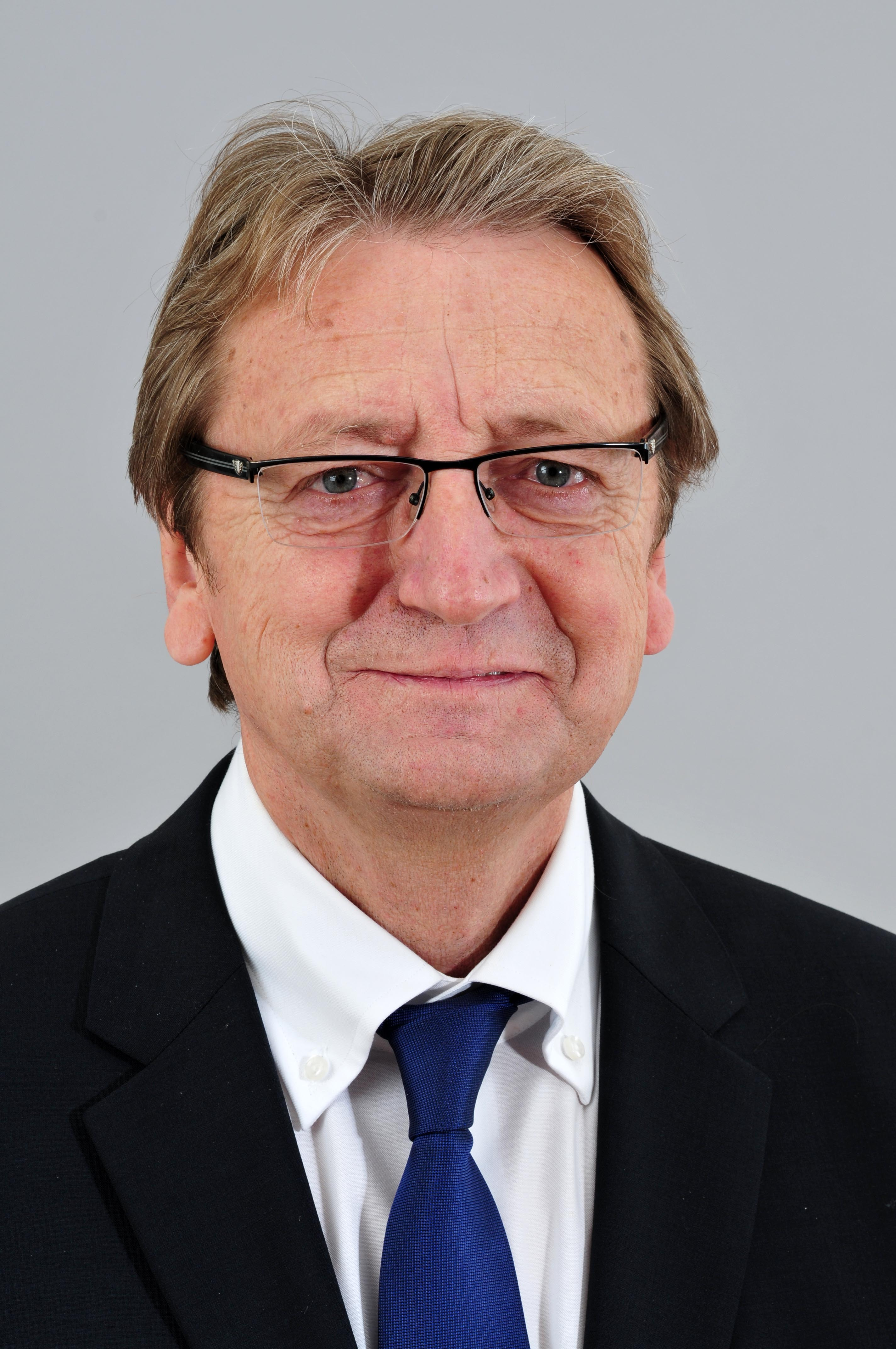
Karl Schnell

Die Freiheitliche Partei Österreichs (FPÖ) schickte Karl Schnell als ihren Spitzenkandidaten ins Rennen. Auch er kündigte – analog zu Wilfried Haslauer und Gabi Burgstaller – seinen Rücktritt an, sollte die FPÖ ein schlechteres Wahlergebnis als 2009 erreichen. Bundesparteiobmann Heinz-Christian Strache hatte Schnell das Erreichen eines Stimmenanteils von 15 % als Wahlziel vorgegeben. In ihrer ersten Plakatserie thematisierte die FPÖ den Finanzskandal, die gestiegenen Lebenskosten und das Thema Sicherheit, wobei sie sich neben der Abwahl von ÖVP und SPÖ auch für eine persönliche Haftung und eine strafrechtliche Verfolgung bei „Steuergeldverschwendung“ aussprach. Des Weiteren trat die FPÖ für eine „Spritpreisgrenze“, einen Gebührenstopp sowie für günstigen Wohnraum auf und forderte das Abschieben von „Asylbetrügern“, ein Bettelverbot und den Erhalt der Polizeiposten auf. In ihrer zweiten Plakatserie rückte die FPÖ die Familien, die Senioren und die Jugend in den Mittelpunkt der Kampagne. Dabei trat die FPÖ für den kostenlosen Kindergarten, ein Schulstartgeld in Höhe von 250 Euro und die Wahlfreiheit der Kinderbetreuung ein, forderte die Anpassung von kleinen und mittleren Pensionen sowie die freie Fahrt für Pensionisten und Jugendliche in öffentlichen Verkehrsmitteln und die Bevorzugung österreichischer Staatsbürger bei Lehrstellen und Studienplätzen.
Für Schlagzeilen sorgte auch Schnells Behauptung, dass „in gewissen Bereichen eine Umvolkung“ der österreichischen Bevölkerung stattfände.

### Die Grünen – Die Grüne Alternative – Astrid Rössler (GRÜNE)

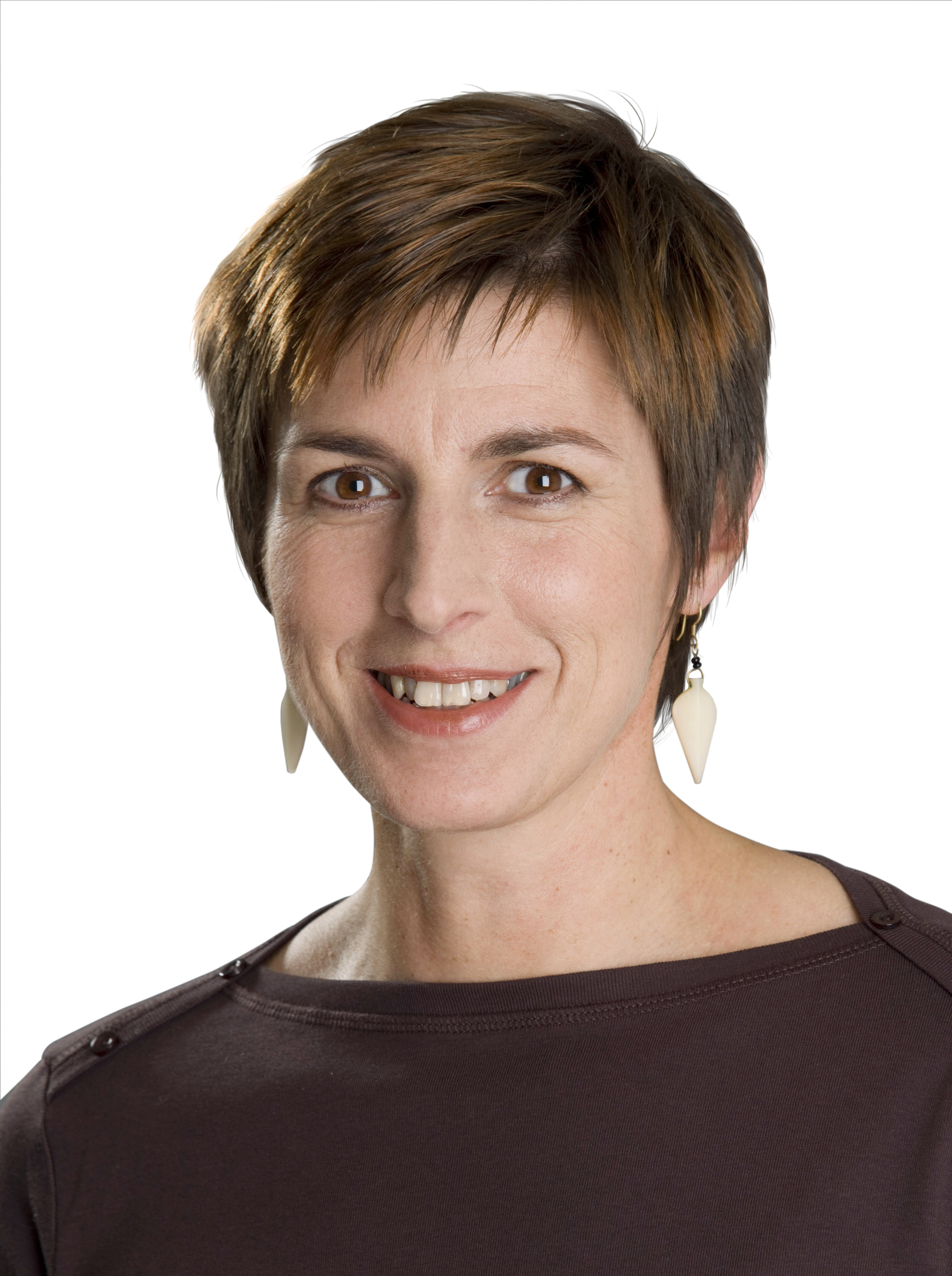
Astrid Rössler (2008)

Für die Grünen trat die Leiterin des Untersuchungsausschusses zum Salzburger Finanzskandal, Astrid Rössler, als Spitzenkandidatin an. Sie gab für die Wahl das Erreichen von 15 % Stimmenanteil und somit die Verdoppelung des Wahlergebnisses der Grünen von 2009 als Wahlziel aus. In ihrer Plakatkampagne rückte Astrid Rössler als Leiterin des Untersuchungsausschusses insbesondere das Thema Kontrolle und Transparenz in den Mittelpunkt ihres Wahlkampfs. Des Weiteren thematisierten die Grünen in ihrem Wahlprogramm die Themen Umwelt- und Klimaschutz, soziale Gerechtigkeit, Wirtschaft und Energie, Bildung und Kultur sowie Integrationsförderung und mehr direkte Demokratie. Konkret forderten die Grünen dabei den Schutz unverbauter Flussabschnitte und den Ausbau der Wind- und Solarenergie, ein Jahresticket um 365 Euro für die öffentlichen Verkehrsmittel und den Vorrang für ökologische Landwirtschaft. Des Weiteren positionierten sich die Grünen für leistbares Wohnen und Mindestlöhne, die Förderung von klima- und sozialverträglichen Projekten, eine kostenlose Nachmittagsbetreuung für Kinder sowie die Gesamtschule und mehr Mitbestimmung für die Bürger.

### Salzburger Piraten – Bürgerbeteiligung, Transparenz und 340 Millionen mehr Gründe dieses Mal die Piratenpartei zu wählen – Wolfgang Bauer (PIRAT)
Die Piratenpartei Österreichs (PPÖ) trat nur in den Bezirken Salzburg-Stadt, Salzburg-Umgebung und Zell am See zur Landtagswahl an. Ihr Spitzenkandidat war Wolfgang Bauer.

### Kommunistische Partei Österreichs – Josef Enzendorfer (KPÖ)
Die Kommunistische Partei Österreichs (KPÖ) trat das erste Mal seit 24 Jahren wieder in Salzburg zur Landtagswahl an. Für die KPÖ, mit Josef Enzendorfer als ihrem Spitzenkandidaten, konnte man jedoch nur in der Stadt Salzburg wählen.

### Team Stronach für Salzburg (TEAM) – Hans Mayr
Der Bürgermeister von Goldegg im Pongau, Hans Mayr, versuchte als Spitzenkandidat des Teams Stronach die Neun-Prozent-Marke zu knacken und damit dem Team zum Klubstatus zu verhelfen.

## Kandidatenstruktur
Die höchste Frauenquote unter den kandidierenden Parteien erzielten gemessen an den Landeslisten die Grünen und die KPÖ mit jeweils 50 %, wobei die KPÖ nur vier Kandidaten aufstellte. Insgesamt stellten sich auf Landesebene 63,2 % Männer und 36,8 % Frauen der Wahl. Hinter Grünen und KPÖ folgten die SPÖ (46 %) und die ÖVP (43 %), weit abgeschlagen das Team Stronach (24 %), die FPÖ (23 %) und die Piraten (20 %). Das mittlere Alter (Median) der Kandidaten auf den jeweiligen Landeslisten war bei der KPÖ mit 55 Jahren am höchsten. Dahinter folgen die Grünen (52), das Team Stronach (49), ÖVP und FPÖ (48) und die SPÖ (47). Lediglich die Piraten hoben sich mit einem mittleren Alter von 39 Jahren deutlich von den übrigen Parteien ab. Beruflich bzw. aus Sicht der Ausbildung weisen die Grünen mit 46 % die höchste Akademikerquote aller Parteien auf. Die ÖVP folgte mit 31 % weit abgeschlagen, dahinter folgten die SPÖ (26 %), die Piraten (20 %) und das Team Stronach (18 %). Bei der FPÖ waren lediglich 8 % der Kandidaten Akademiker. Den höchsten Anteil an öffentlichen Bediensteten wies die SPÖ mit 41 % auf, dahinter folgten ÖVP und Grüne (je 27 %), die KPÖ (25 %), die FPÖ (16 %) und das Team Stronach (10 %).
Zieht man lediglich die ersten 10 Kandidaten jeder Liste in Betracht, so weist auch die ÖVP eine Frauenquote von 50 % auf, Team Stronach und FPÖ liegen mit 40 bzw. 30 % ebenfalls wesentlich besser. Die Akademikerquote der ÖVP ist mit 70 % unter den ersten 10 Listenplätzen exorbitant hoch, erst danach folgen die Grünen mit 50 % sowie SPÖ und das Team Stronach mit je 40 %. Während die Grünen auf der Gesamtliste ein relativ hohes Durchschnittsalter erreichen, weisen ihre ersten 10 Kandidaten mit 45 Jahren nach den Piraten das zweitniedrigste mittlere Alter auf. SPÖ und FPÖ kommen mit 53 Jahren auf den zweiten Platz hinter der KPÖ. Unter den ersten zehn Kandidaten arbeiten bei der SPÖ mit 90 % die meisten im öffentlichen Dienst, gefolgt von der ÖVP und der FPÖ mit 60 bzw. 50 %.

## Wahlergebnis

|                                        | Ergebnisse 2013 | Ergebnisse 2013 | Ergebnisse 2013 | Ergebnisse 2009 | Ergebnisse 2009 | Ergebnisse 2009 | Differenzen | Differenzen | Differenzen |
| -------------------------------------- | --------------- | --------------- | --------------- | --------------- | --------------- | --------------- | ----------- | ----------- | ----------- |
|                                        | Stimmen         | %               | Mand.           | Stimmen         | %               | Mand.           | Stimmen     | %           | Mand.       |
| Gesamt                                 | 276.597         | 70,96 %         | 36              | 287.065         | 74,35 %         | 36              | − 10.468    | − 3,39 %    |             |
| Ungültig                               | 10.107          |                 |                 | 4.030           |                 |                 | + 6.077     |             |             |
| Gültig                                 | 266.490         | 96,35 %         |                 | 283.035         | 98,60 %         |                 | − 16.545    | − 2,25 %    |             |
| Partei                                 |                 |                 |                 |                 |                 |                 |             |             |             |
| Sozialdemokratische Partei Österreichs | 63.460          | 23,81 %         | 9               | 111.485         | 39,39 %         | 15              | − 48.025    | − 15,58 %   | − 6         |
| Österreichische Volkspartei            | 77.312          | 29,01 %         | 11              | 103.385         | 36,53 %         | 14              | − 26.073    | − 7,52 %    | − 3         |
| Freiheitliche Partei Österreichs       | 45.387          | 17,03 %         | 6               | 36.845          | 13,02 %         | 5               | + 8.542     | + 4,01 %    | + 1         |
| Die Grünen – Die grüne Alternative     | 53.779          | 20,18 %         | 7               | 20.843          | 7,36 %          | 2               | + 32.936    | + 12,82 %   | + 5         |
| Piratenpartei Österreichs              | 3.456           | 1,30 %          | 0               | n.k.            |                 |                 | + 3.456     | + 1,30 %    | ± 0         |
| Kommunistische Partei Österreichs      | 879             | 0,33 %          | 0               | n.k.            |                 |                 | + 879       | + 0,33 %    | ± 0         |
| Team Stronach                          | 22.217          | 8,34 %          | 3               | n.k.            |                 |                 | + 22.217    | + 8,34 %    | + 3         |
| Bündnis Zukunft Österreich             | n.k.            |                 |                 | 10.477          | 3,7 %           | 0               |             |             |             |

## Folgen
Sowohl Gabi Burgstaller als auch Wilfried Haslauer kündigten im Vorfeld der Wahl an, sich aus der Politik zurückzuziehen, falls ihre Partei den ersten Platz verfehlen sollte. Die Landeshauptfrau Burgstaller erklärte noch am Wahlabend, für eine geordnete Übergabe ihrer Amtsgeschäfte zu sorgen und danach alle politischen Funktionen niederzulegen. Ihre Position als Parteivorsitzende der SPÖ Salzburg wurde mit Walter Steidl besetzt. Für die Zusammensetzung des Bundesrates bedeutete das Wahlergebnis den Verlust je eines Mandates für die ÖVP und die SPÖ. Die beiden Mandate fielen den Grünen und der FPÖ zu, wobei die Grünen erstmals in Salzburg ein Bundesratsmandat eroberten und damit erstmals vier Parteien aus Salzburg im Bundesrat vertreten sind.

## Umfragen
In den sechs Monaten vor der Wahl wurde durchweg ein Kopf-an-Kopf-Rennen zwischen der SPÖ und der ÖVP prognostiziert, mit zuletzt etwa 28/29 Prozent. Damit wurde lediglich das ÖVP-Ergebnis annähernd richtig vorausgesagt, das der SPÖ jedoch überraschend um rund fünf Prozentpunkte verfehlt. Auch die Grünen wurden mit bis zu fünf Prozent zu niedrig prognostiziert. Stronach (rund drei Prozentpunkte unter der Prognose abgeschnitten) und die FPÖ (rund zwei bis drei Prozentpunkte über den letzten Prognosen) liegen noch innerhalb der vorhergesagten Schwankungsbreite von etwa zwei bis drei Prozentpunkten.